# 满洲里站
满洲里站位于中国内蒙古自治区呼伦贝尔市满洲里市，为滨洲铁路的终点站，并可连接西伯利亚大铁路。满洲里站为中国铁路哈尔滨局集团有限公司管辖的直属车站，下辖胪滨站，办理国内客货运输、国际旅客运输和国际联运货物运输业务。货运主要到发货品为木材、矿粉、煤炭、化肥、化工、机械、建材、军用、日用品等。国际列车在从该站开出后将前往後貝加爾斯克站国际旅客列车换轮库进行换轮。

## 历史

### 运营初期

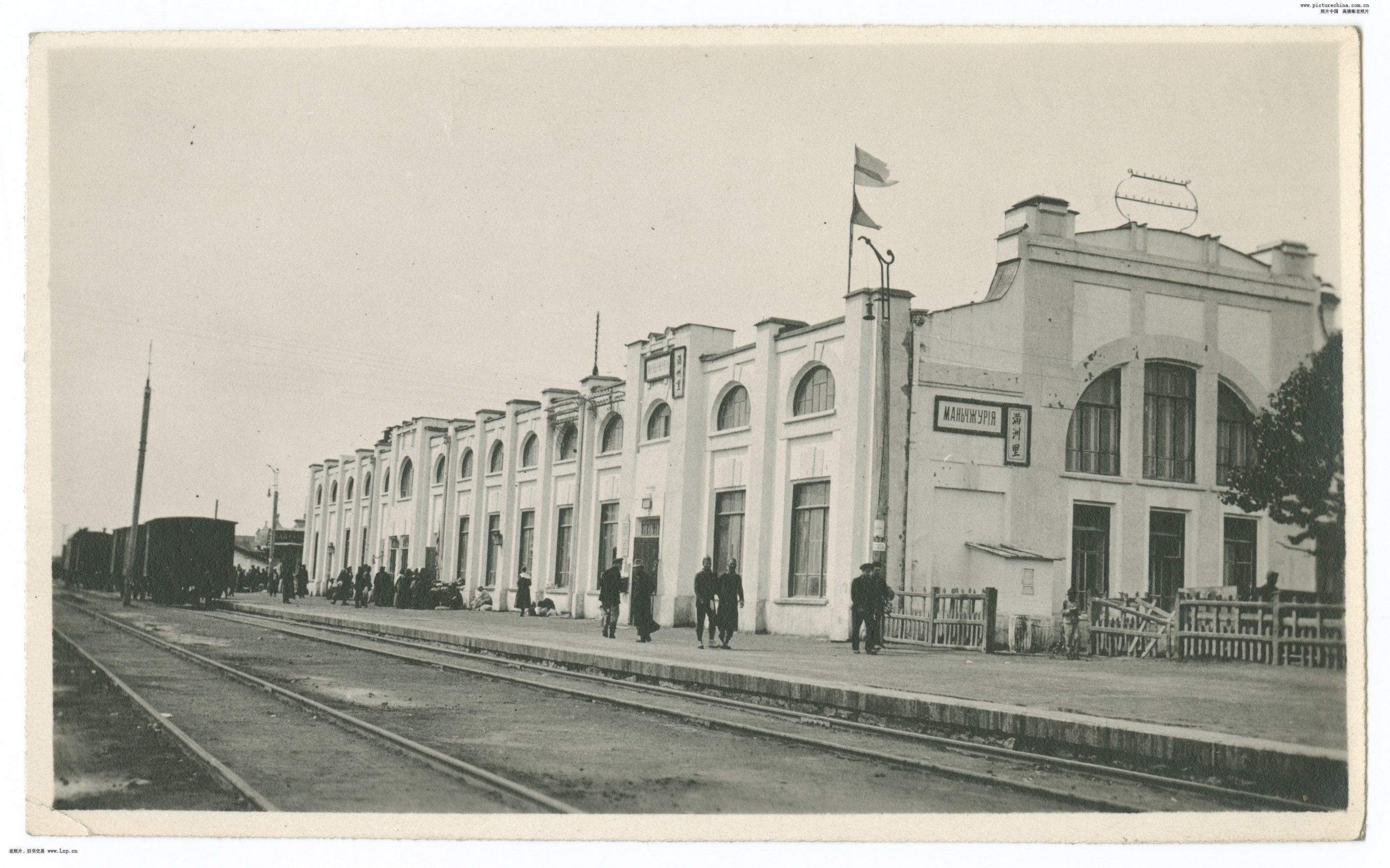
20世纪初的满洲里站

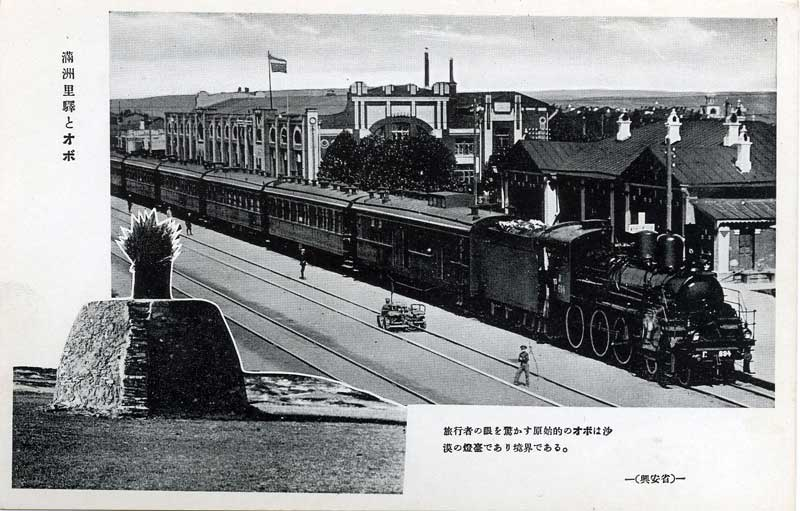
满洲国时期的满洲里站

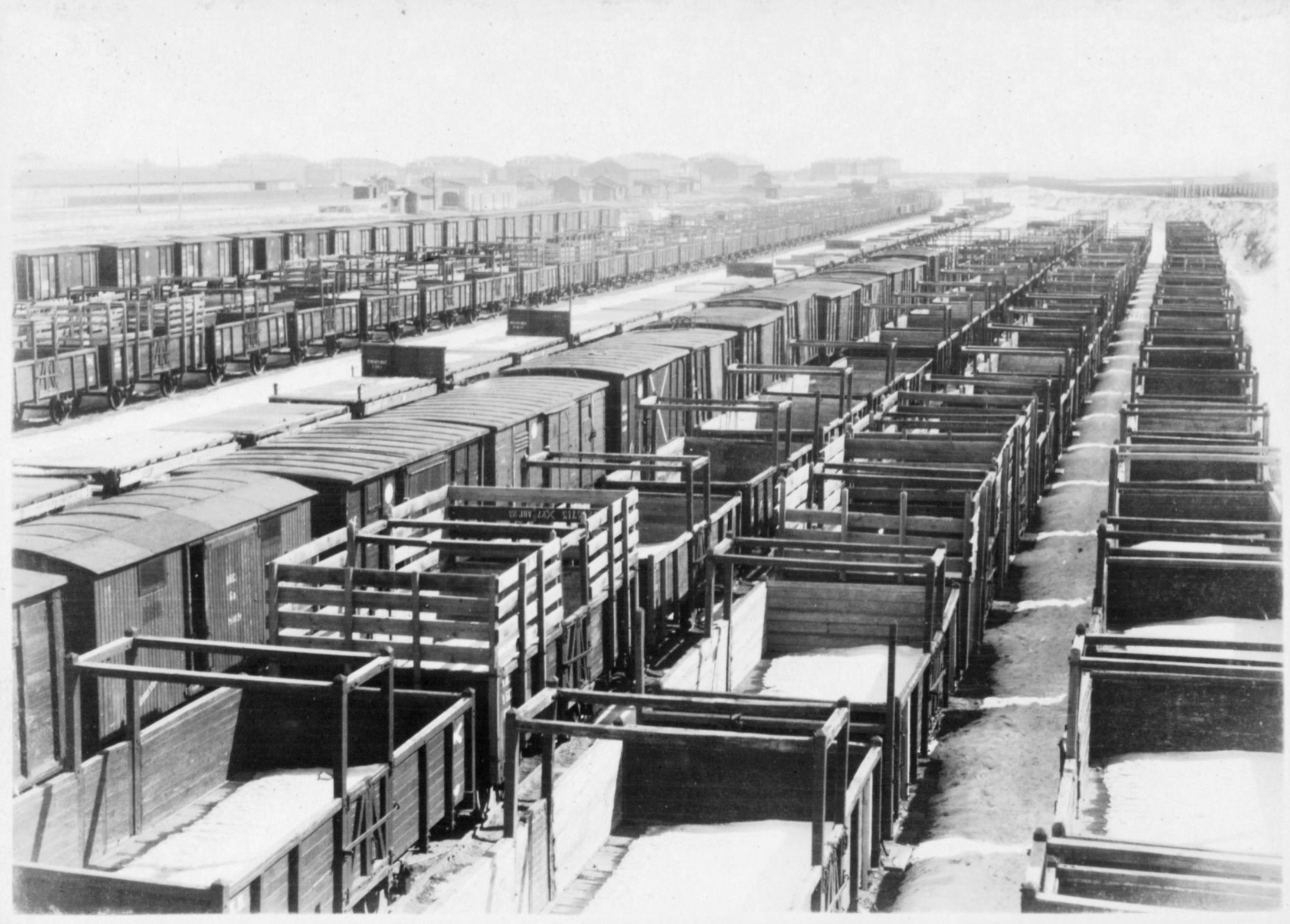
满洲国时期的满洲里站

1896年，李鸿章与沙俄方面签订《中俄密约》，条约迫使清政府允许俄国在中国东北修建東清鐵路。1901年，东清铁路在霍勒金布拉格（即满洲里市的前身）修建车站。1901年10月线路通车后，因其为东清铁路进入满洲地域的第一个车站而将其称为满洲里站（Mаньчжурия），满洲里市也因该车站而得名。车站于1903年7月14日正式运营，建站初期车站设有两个宽轨站场，办理国际联运和国内客、货运输业务，是当时全中国最大的国际联运陆路口岸站。其后，满洲里铁路交涉分局于1903年建立，1923年改为满洲里市政分局。
1936年8月滨洲铁路被满洲国国有铁道收购后改为准轨，车站其中一个站场改为准轨，当时准轨站场有站线14条，宽轨站场有站线13条。准轨场于1945年8至1946年5月曾短暂由占领苏军改回宽轨；而宽轨站场则一直由当时的苏联拥有并管理直至1955年6月，
1950年车站修建3条准轨列车到发线、30条准轨与宽轨换装线、6条油库线路和5个土站台及相应的换装场。1951年又9条铺设换装线和4座货运站台，并建设本站至苏联后贝加尔的准轨线路。1951年3月31日至1957年11月6日间，车站曾经被升为特等站。
1966年和1974年，车站分别建成大型进口木材落地换装场和长225米的粮库专用线。1977年修建西货场，新增铺设线路1条。
1984～1986年，车站新建两处换装场、3处500米长的站台并铺设3条宽准轨的换装线，此外还建成第二机械换装场。至1989年全站有各种线路104条，其中准轨64条，宽轨40条。站场总面积583平方米，为东欧式建筑。内设国内普通候车室、过境候车室、贵宾室和行李房。设准、宽轨两座站台。

### 冷战后的扩建
1990年至1991年，铁路部门对准轨进行站场改造，淘汰日俄时期的设备、改造咽喉区，延长站线有效长度并进行电气集中改造，移地扩建了站修所。1994年至1996年又对宽轨设施进行改造，增加了宽轨到发线并新建宽轨信号楼，同时重建国内候车室和国际候车室。
1995年，车站对宽轨场信号联锁设备全部改造成为电气集中并重建国内旅客候车室。1996年又新建面积为6000平方米的二机场9道风雨棚和国际旅客候车室。
1998年至2000年期间，哈尔滨铁路局投资8200万元对满洲里站场进行改造，新建鑫桥公司2条货物线、工贮线3条、集装箱落地场2条货物线，新建宽轨东牵出线及相关设备，初步解决了换装能力不足等问题。2000年，新修了800延长米的宽轨东牵出线。2001年，铁路部投资建设了宽轨15、16两条编组线。
由于车站建站以来长期宽轨和准轨混用，随着国际贸易的发展，这种布局严重影响了车站的接发效率。2001年满洲里站开始应急改造工程，新建专门的宽轨到发场和准轨到发场，新建立交桥1座。宽轨到发场设8条股道。2003年5月至10月，宽轨到发场因俄方要求延长到发线有效长度而短暂停工，11月20日竣工并投入使用，原站场到发线7条改为调车线。2004年对宽轨到发场增加至10条。此外，在此次改造中还新建了设7条股道的准轨东场并将本站至胪滨区间复线化，同时在既有准轨场增加3条股道和1座旅客站台。
2005年至2008年海满复线工程中，准轨东场北侧增建7条到发线、宽轨场增建设5条到发线、宽轨调车场修建4条调车线，此外新建3条货物线、木材换装基地一处和国内到发货场一处。2006年，车站到发线又增至12条，进一步扩充了国际联运货物列车到发能力。2009年，满洲里西场5、6道又被改造为到发线以缓解西场到发线运用紧张局面，同时新建存车线。
2007年车站新建三机场，共有6条股道；同时修建宽轨到发场经边检场至国门的宽轨复线与俄方铁路接轨，以提高宽轨列车区间通过能力。此外还对准轨东场、宽轨到发场进行微机联锁及自闭改造。
2008年车站新建满洲里铁路国际货场，位于车站西侧，内设有集装箱作业区、特货作业区、快运行包作业区等货运设施。工程于2010年6月18日初期开通，2012年1月完全投入使用。
2014年，对二机场和人力场地面、站台和道路进行改造以改善生产环境。2016年4月，原化肥场整建制划归装卸作业所。
在2015年开始的滨洲电气化改造工程中，铁路部门延长了本站准轨东场、准轨西场的咽喉，并对客技库道岔进行电气改造，此外还修建场间联络2线与东吊1线间增加渡线等项目。2016年又新建第四机械化换装场，在二机场新建汽车吊库、设备维修车间等相关设施，同时对车站货场进行设备更换、基础设施维护以提高作业效率。2017年11月15日，滨洲铁路本站至卧牛河站区间实现电气化。
2019年6月起车站对客运设施及站前广场进行小规模改造，于8月末竣工。
2020年11月21日，因满洲里市出现2例冠状病毒病本土确诊病例，车站自当日起暫停辦理客運業務，一直至12月25日恢复运营。

## 车站设施

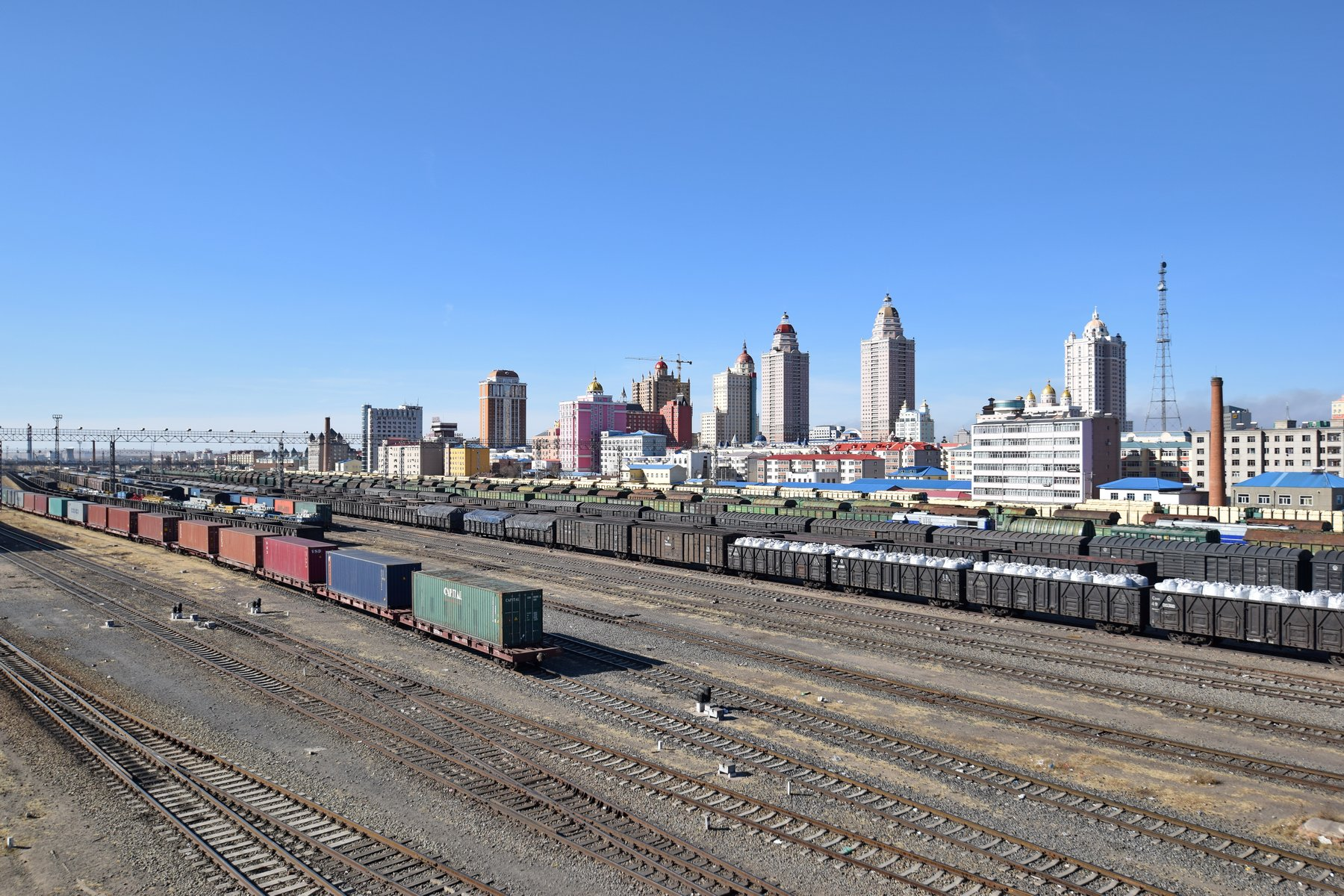
满洲里站西场准轨调车线（2015年）

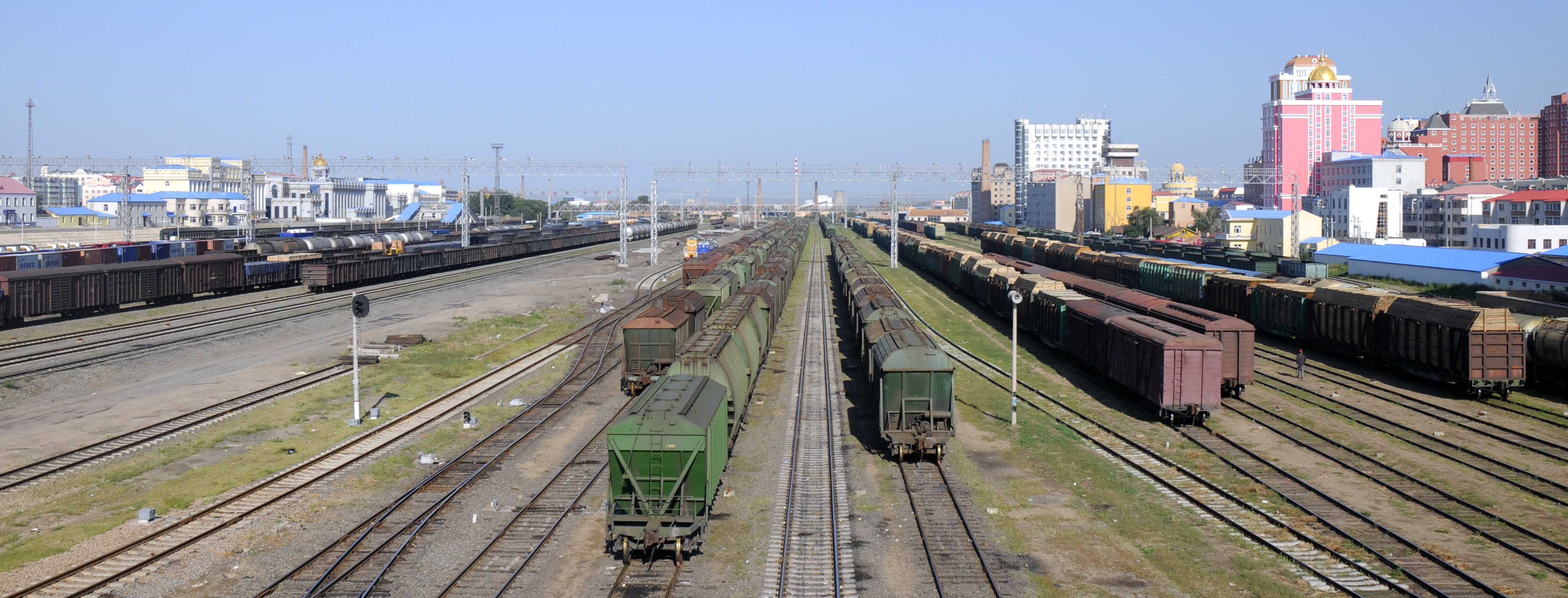
宽轨调车场（2012年）

满洲里站为混合式国境换装站，设有151条准轨线路和114条俄式宽轨线路。车站设有6个接发列车暨作业编解作业场和9个大型装卸作业场，配备有11台宽准轨调车机车。位于南二道街的主作业区准轨、宽轨站场并列布置。准轨部分又称作“西场”，办理国内旅客列车始发终到作业、国际旅客列车通过作业、准轨货物列车始发终到作业以及换装场、专用线、货场车底的取送作业，1-3道为旅客列车到发线、5-21道为货物列车到发线及调车线，其中11条股道为调车线。宽轨调车场位于准轨西场北侧，设有16条股道。
准轨东场位于滨洲铁路满洲里西场和胪滨站区间、二机场南侧，建于2001年，2002年投用4条股道，2003年7月全部投用。东场建成初期设有7条股道，2005年增建7条股道。
宽轨到发场位于既有宽轨调车场西侧、中俄边境间，2003年10月建成投用，初期设有8条股道，2004年扩建至10条。

### 客运设施
满洲里站的客运设施位于西场南侧，设有2座旅客站台和3条到发线。目前的国内旅客候车室建于1995年，建筑面积为4417平方米，原为中式风格，后改为俄式风格，可容纳2000人。
满洲里站国际旅客候车室建于1996年，建筑面积2586平方米，可容纳300人。国际候车室为K19/20次、653/654次两趟国际列车旅客办理出入境手续。2007年候车室进行改造工程，扩大了进出境旅客通关查验、休息空间共700平方米，于2008年4月15日竣工。改建后国际候车室候车面积达到了780平方米。

### 货场与机械换装场
满洲里站作为国境站需换装中俄两国货物。第一、第二换装场位于车站东咽喉。一机场建于1951年，主要用于矿粉、煤炭等散堆装货物及大型笨重货物换装；二机场建于1986年5月，主要为集装箱、钢轨换装。
三机场建于2007年，位于宽轨到发场西大桥处，设有4条准轨铁路和2条宽轨铁路，主要用于木材及部分散堆装物化换装。四机场建于2016年，面积195225平方米，内部设有化肥换装库和煤炭换装库。其中化肥换装库建筑面积24814.71平方米，设有1条宽轨和1条准轨；煤炭换装库建筑面积37534.98平方米，库内南北两侧各设1条宽轨和1条准轨。
国际货场建于2008年，于2010年部分投入使用，位于满洲里市西郊、中俄边境附近。货场占地面积共计13平方千米，北侧为宽轨站场、南侧为准轨站场，设有联络线连接车站宽轨场和准轨场。主要承担集装箱、快运行包、特货运等新增货物品类的换装作业，组织到达哈尔滨、大连方向的集装箱班列，组织俄罗斯后贝加尔方向出口的集装箱及小汽车班列，组织到达国内的快运班列。
车站另设有齐齐哈尔机务段满洲里运用车间、齐齐哈尔北车辆段满洲里客整所、边检场和油品换装场，位于车站西咽喉的宽、准轨正线间。车站另设有通往吉海仓储公司、满洲里木材转运站、进出口公司转运站等单位的专用线。

## 运营状况
| 车次  | 终点站   | 车次  | 终点站   |
| ----- | -------- | ----- | -------- |
| K20   | 北京     | K1302 | 北京     |
| K276  | 呼和浩特 | K7058 | 哈尔滨西 |
| K7092 | 哈尔滨东 | 2624  | 大连     |
| 4186  | 海拉尔   | 4188  | 齐齐哈尔 |

### 其他列车
| 车次  | 终点站                     |
| ----- | -------------------------- |
| 653/4 | 俄羅斯後貝加爾斯克         |
| 19    | 俄羅斯莫斯科雅罗斯拉夫利站 |

## 周边
- 南区医院
- 满州里市博物
- 友誼宾館
- 满州里明珠飯店
- 满州里市人民法院